# سرمایه‌داری شرکتی
در علوم اجتماعی و اقتصادی، سرمایه‌داری شرکتی نوعی از بازار سرمایه‌داری است که با تسلط سلسله مراتبی و بوروکراتیک کورپوریشن برجسته است. به عبارتی دیگر یک کمپانی بزرگ کنترل اقتصاد کار یک کشور را تحت کنترل می‌گیرد یا نفوذ عمیقی در آن دارد.